# Penicillus
Penicillus és un gènere d'algues verdes de la família Udoteaceae. Les algues d'aquest gènere solen tenir una tija llarga, d'uns 10 cm, i una espècie de raspall d'afaitar d'oblong a esfèric amb filaments d'uns 3 centímetres. Les algues sovint es troben calcificades i solen presentar un color verd clar.

## Bases de dades científiques
- AlgaeBase
- AlgaTerra
- Index Nominum Genericorum Arxivat 2007-08-19 a Wayback Machine.